# 穆斯塔加奈姆
35°56′N 0°05′E / 35.933°N 0.083°E

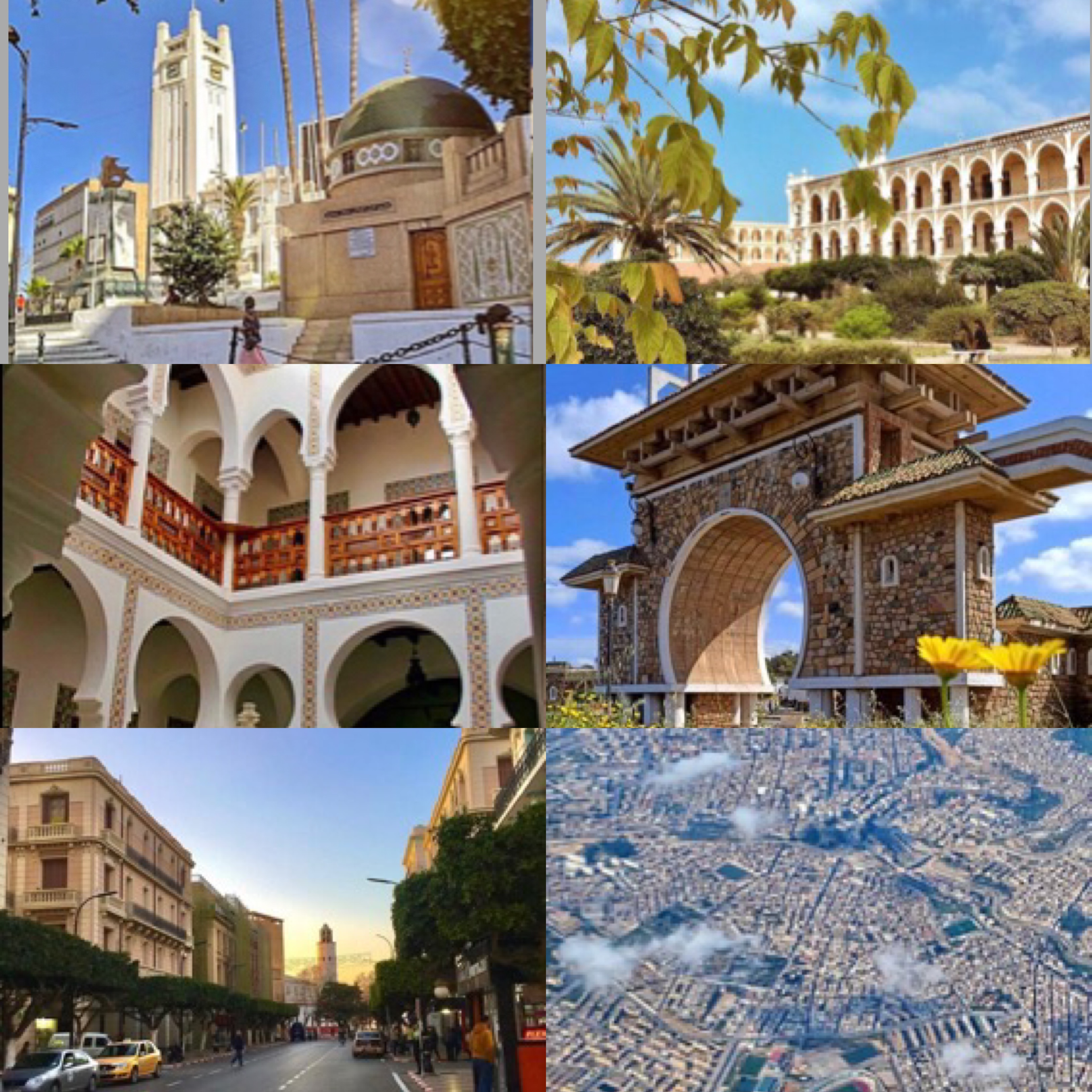
穆斯塔加奈姆

穆斯塔加奈姆（阿拉伯语：‎）位于阿尔及利亚西北部地中海沿岸，是穆斯塔加奈姆省的首府，人口约150,000（2005年）。